# Pearce Peak
Pearce Peak är en bergstopp i Antarktis. Den ligger i Östantarktis. Australien gör anspråk på området. Toppen på Pearce Peak är 1 200 meter över havet.
Terrängen runt Pearce Peak är platt åt nordväst, men åt sydost är den kuperad. Trakten är obefolkad. Det finns inga samhällen i närheten.